# .bd
.bdは国別コードトップレベルドメイン（ccTLD）の一つで、バングラデシュに割り当てられている。バングラデシュ郵便通信省によって管理されている。登録は、組織の種類を表す第2レベルの下にされる。登録は、政府の認可が必要な.gov.bdと.mil.bdを除いて自由である。

## サブドメイン
登録は、組織の種類を表す第2レベルの下にされる。
- .com.bd
- .edu.bd
- .ac.bd
- .net.bd
- .gov.bd-政府
- .org.bd
- .mil.bd-軍